# Pawana na śmierć infantki

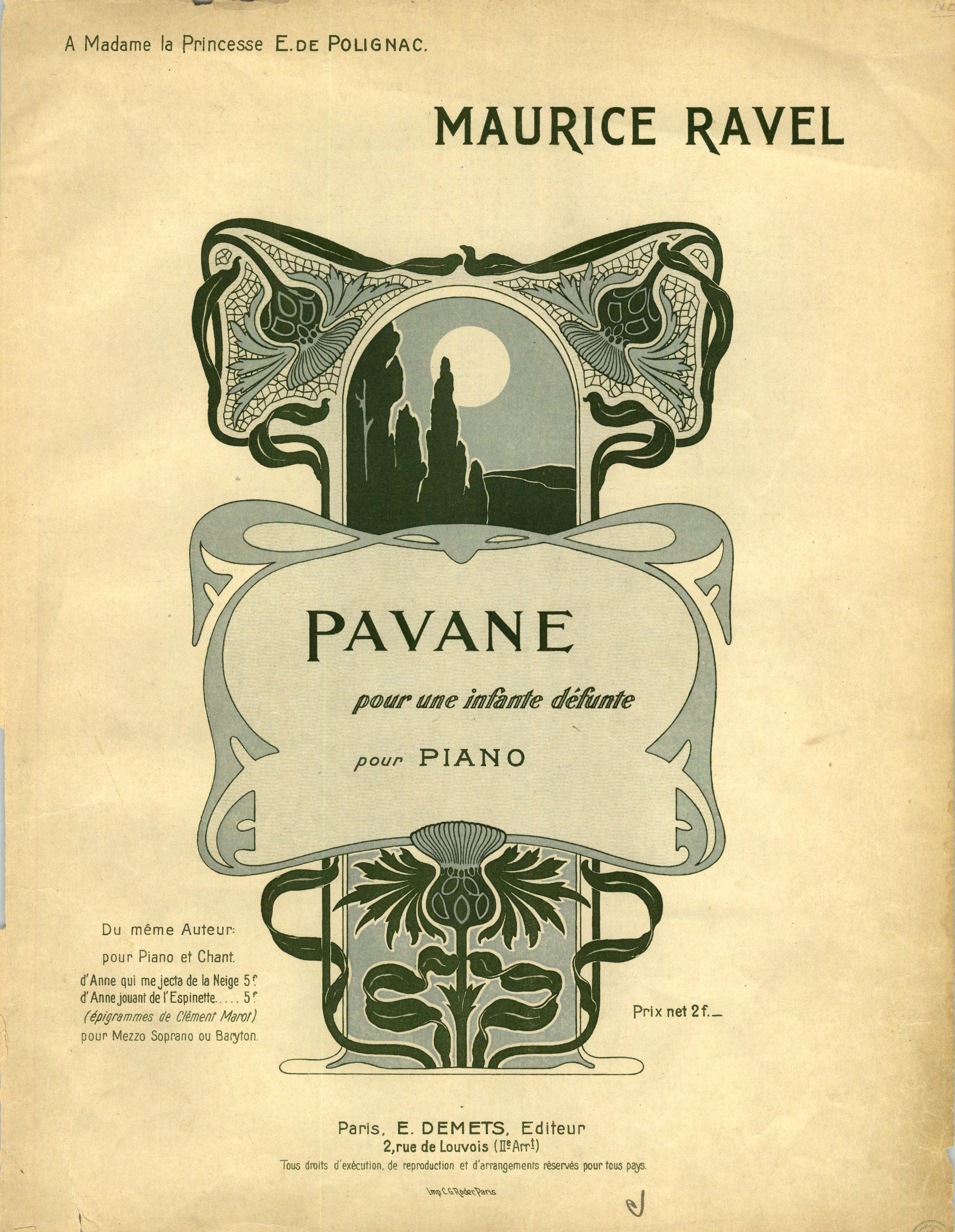
Pavane pour une infante défunte – okładka pierwszego wydania utworu w 1899

Pawana na śmierć infantki (Pavane pour une Infante défunte), znana też pod tytułem Pawana dla zmarłej infantki – tytuł utworu fortepianowego Maurice’a Ravela napisanego w 1899 roku, bardziej popularnego w wersji orkiestrowej z 1910 roku.
Pawana jest jednym z dzieł Ravela stanowiącym stylizację dawnych form muzycznych. Była pierwszym bardziej znanym utworem kompozytora.
Tytuł utworu budził zainteresowanie zarówno publiczności, jak i krytyki. Upatrywano jego genezy w opowieściach matki Ravela ożywiających niejednokrotnie wyobraźnię twórczą kompozytora, wśród których mogła znaleźć się i ta o dawnym obyczaju, rytualnych tańcach w katedrze w Sewilli wokół zmarłej księżniczki. Niektórzy zaś przypuszczali, że nawiązuje do powieści Raymonda Schwaba Infantka Porgué.
Sam Ravel nie wyjaśniał znaczenia tytułu, nie przywiązywał też do niego większej wagi. Charakter utworu przyrównywał do tańca małej księżniczki hiszpańskiej z obrazu Diego Velazqueza, a nie żałobnego lamentu. Bardzo zwracał uwagę na interpretację dzieła, utrzymywanie go w równym rytmie i pozbawienie sentymentalizmu: „Pamiętajcie, że napisałem «pawanę dla zmarłej infantki», a nie «umarłą pawanę dla infantki»”. 
Motyw przewodni „Pawany na śmierć infantki” jest sygnałem dźwiękowym rozgłośni „RMF Classic”.